# سنفورد (کارولینای شمالی)
اسنفرد (به انگلیسی: Sanford) شهری در ایالت کارولینای شمالی کشور ایالات متحده آمریکا است که جمعیت آن در سرشماری سال ۲۰۱۰ میلادی، ۲۸٬۰۹۴ نفر بوده‌است.